# Ривер Форест (Илиноис)
Ривер Форест (енгл. River Forest) град је у америчкој савезној држави Илиноис.

## Демографија
По попису из 2010. године број становника је 11.172, што је 463 (-4,0%) становника мање него 2000. године.
| Група             | 2000.          | 2010.         |
| Белци             | 10.084 (86,7%) | 9.050 (81,0%) |
| Афроамериканци    | 560 (4,8%)     | 751 (6,7%)    |
| Азијати           | 364 (3,1%)     | 505 (4,5%)    |
| Хиспаноамериканци | 466 (4,0%)     | 670 (6,0%)    |
| Укупно            | 11.635         | 11.172        |